# Майрин, Арден
Арден Майрин (англ. Arden Myrin, род. 10 декабря 1973) — американская комедиантка, актриса и сценарист, известная по участию в телешоу MADtv, а также по роли в ситкоме «Пригород».

## Ранние годы
Арден Майрин родилась в Литтл-Комптон, штат Род-Айленд. Она окончила колледж в Колорадо и вскоре переехала в Чикаго, где выступала в одной из местных импровизационных трупп. Затем вместе с труппой она переехала в Лос-Анджелес. В тот период она также выступала вместе и известной комедийной труппой The Groundlings.

## Карьера
Майрин пожалуй наиболее известна по участию в комедийном телешоу MADtv, где она выступала с 2005 по 2009 год. Она пародировала таких знаменитостей как Дженнифер Лав Хьюитт, Кэтрин Хайгл, Тара Рид, Синди Маккейн, Голди Хоун, Али Лохан, Аврил Лавин, Лили Аллен, Джейми Линн Спирс, Эмили Осмент, Порша Де Росси, Кэти Перри, Мелани Гриффит и многие другие. Она также снялась в ситкоме «Рабочий класс» в 1997—1999 годах, и «Пригород», где она снимается с 2011 года.
Майрин снялась в нескольких десятках фильмов, таких как «Разбирая Гарри», «Вход и выход», «Чего хотят женщины», «Шоссе», «Кинси», «Рождество с Крэнками», «Эван всемогущий» и «Информатор». На телевидении она появилась в эпизодах каких сериалов как «Друзья», «Тру Джексон» и «Красотки в Кливленде».

## Личная жизнь
С 2007 по 2021 год Майрин была замужем за комедийным писателем Дэном Мартином.

## Избранная фильмогрфия
| Год  |   | Русское название   | Оригинальное название | Роль    |
| ---- | - | ------------------ | --------------------- | ------- |
| 2015 | с | Две девицы на мели | 2 Broke Girls         | Джоди   |
| 2016 | с | Бесстыжие          | Shameless             | Долорес |